# Linaigrette grêle
Eriophorum gracile
Espèce
Classification phylogénétique
La Linaigrette grêle (Eriophorum gracile) est une plante herbacée vivace de la famille des Cyperaceae.
C'est une plante à la distribution circumboréale et s'étendant vers le sud dans les chaînes de montagnes de l'hémisphère nord (Alpes, Pyrénées). Elle pousse dans les zones humides comme les tourbières.
Cette plante vivace est fine, haute (30 à 60 centimètres), avec une tige mince, arrondie, solide, le plus souvent munie d'une souche nue. Au sommet de sa tige, elle produit une inflorescence formée de fleurs blanches à l'aspect vaporeux, cotonneux. Les plantes poussent en colonies, se propageant le plus souvent par rhizome.

## Galerie

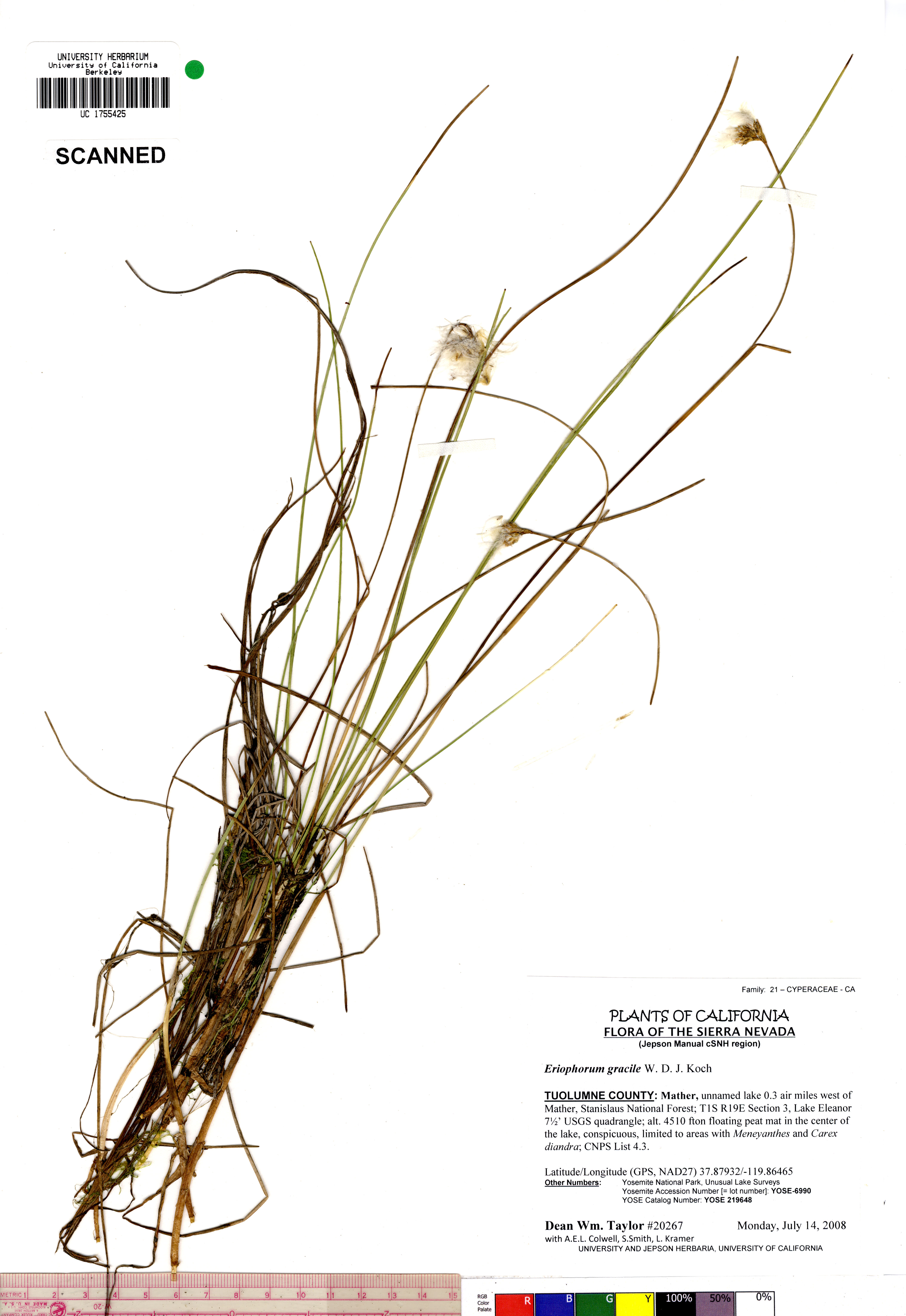
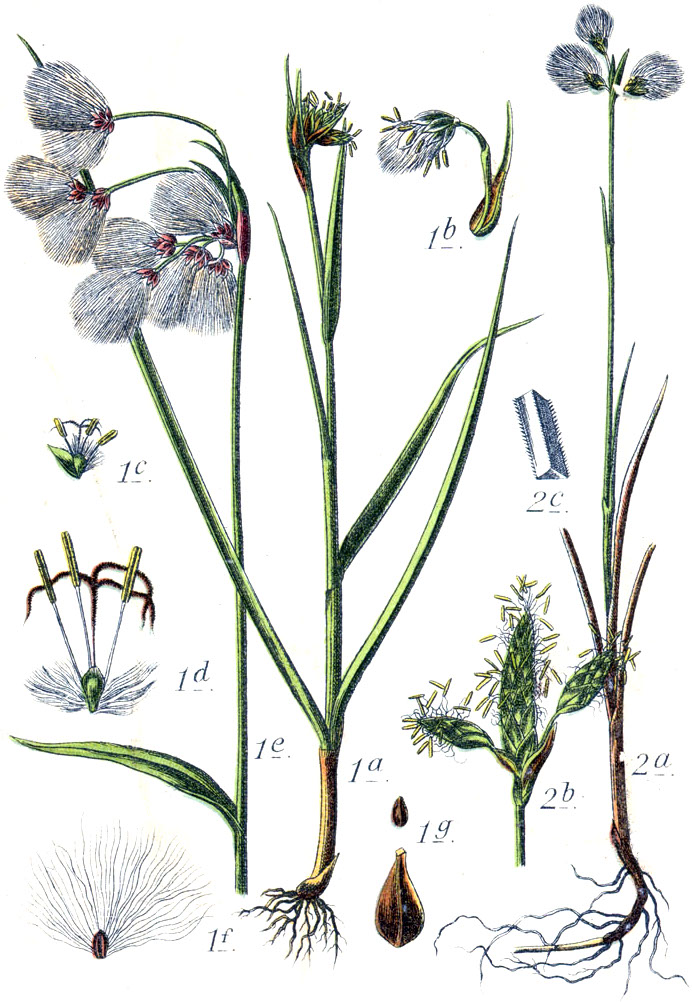
Planche botanique 1 E. latifolium 2 E. gracile